# Гаурдацький сірчаний завод
Гаурдацький сірчаний завод – гірничо-хімічне підприємство, створене в часи існування СРСР на крайньому південному сході Туркменістану.
У 1926 році в Гаурдаці відкрили велике родовище самородної сірки. В 1932-му вирішили спорудити тут великий завод потужністю 40 – 50 тисяч тон на рік, що на порядок перевищувало показники інших сірчаних промислів СРСР – Шорсунського (Ферганська долина Узбекистану) та Каракумського (в туркменській пустелі Каракум біля колодязю Шинх). При цьому виробництво таких значних обсягів сірки планувалось для задоволення потреб військових, що накопичували запаси для виробництва іприту. Підприємство почало роботу в 1934-му із застосуванням шахтної технології видобутку руди.
У другій половині 1950-х на сході Туркменістану почалась реалізація проекту Чарджоуського суперфосфатного заводу (став до ладу в 1961-му), який потребував значних обсягів сірки для випуску сірчаної кислоти. Тоді ж вирішили спорудити на Гаурдацькому родовищі новий рудник потужністю 550 тисяч тон сірки на рік (при цьому з 1961-го видобуток на родовищі у Каракумах припинився). Як наслідок, в Гаурдаці спорудили кар’єр глибиною 150 метрів, а також застосували технологію підземної виплавки сірки за допомогою закачування через свердловини пари. Що стосується шахтної розробки, то вона була припинена в 1972 році. 
Окрім основного продукту Виробниче об’єднання «Туркменмінерал», яке здійснювало розробку Гаурдацького родовища, випускало концентрат целестину (сульфат стронцію), який є сировиною для отримання стронцію.
Повномасштабна робота рудника тривала більше 30 років, після чого, хоча за родовищем рахувались залишкові запаси у 18 млн тон, була припинена через комерційну недоцільність (за загальною світовою тенденцією самородна сірка не може конкурувати із сіркою, отриманою при очистці продукції нафтогазової промисловості від шкідливих домішок). На майданчику Гарудацького заводу залишилось 3,5 млн тон відвалів бідних руд і хвостів збагачення (вміст сірки 12% та 3,5% відповідно), а також біля 350 млн розкривних порід кар’єру.
«Туркменмінерал» продовжив свою діяльність, проте його обсяги виробництва на порядки менші за колишні, так, за 8 місяці 2013 року випустили 1,8 тисяч тон молотої сірки. Крім того, «Туркменмінерал» має невеликі виробництва вапняку, гіпсу та облицювального каменю.